# (43843) Cleynaerts
(43843) Cleynaerts est un astéroïde de la ceinture principale.

## Description
(43843) Cleynaerts est un astéroïde de la ceinture principale. Il fut découvert le 12 juillet 1993 à La Silla par Eric Walter Elst. Il présente une orbite caractérisée par un demi-grand axe de 2,74 UA, une excentricité de 0,23 et une inclinaison de 7,5° par rapport à l'écliptique.

## Compléments